# Place Madeleine-Braun
Place Madeleine-Braun är ett torg i Quartier de l'Hôpital-Saint-Louis i Paris tionde arrondissement. Torget är uppkallat efter den franska politikern Madeleine Braun (1907–1980). Torget omges av Rue du 8-Mai-1945 och Rue du Faubourg-Saint-Martin.

## Bilder
| - Madeleine Braun. - Gatuskylt. - Saint-Vincent-de-Paul. |

## Omgivningar
- Saint-Vincent-de-Paul
- Saint-Laurent
- Square Madeleine-Tribolati
- Place Raoul-Follereau
- Square de Verdun
- Passage Roland-Topor
- Jardin Villemin
- Impasse Boutron
- Rue Monseigneur-Rodhain

## Kommunikationer
- Tunnelbana – linjerna    – Gare de l'Est
- Busshållplats Gare de l'Est – Paris bussnät

### Webbkällor
- ”Place Madeleine-Braun (10ème arrondissement)”. Les rues de Paris. https://web.archive.org/web/20190727195732/http://www.parisrues.com/rues10/paris-10-place-madeleine-braun.html. Läst 21 januari 2023.